# Sabirni logor Josipovac
Sabirni logor Josipovac (njemački: Arbeitslager Sankt Josef) bio je logor koji je osnovao komunistički režim u Jugoslaviji za Nijemce i Austrijanace u razdoblju nakon Drugoga svjetskog rata. U službenim logorskim dokumentima, logor Josipovac označen je kao Radni logor Josipovac, a neki drugi ondašnji dokumenti logor Josipovac nazivaju Logor za iseljavanje Nijemaca Josipovac ili Centralni logor za protjerivanje Nijemaca Josipovac.
Radni logor Josipovac osnovan je na kraju Josipovca prema Bizovcu, gdje su otprije bile barake njemačke Radne službe Arbeitsdienst i bio je ograđen visokom bodljikavom žicom. Tijekom svibnja 1945. godine u logor Josipovac internirano je više od 3000 osoba, uglavnom starijih osoba, žena i djece.
Prema zabilješkama logoraša Michaela Hantlera, u logoru Josipovac umrlo je 55 osoba. Do sada je poimenično utvrđeno 38 žrtava logora Josipovac, a procjenjuje se da je u njemu stradalo oko 100 osoba. Komunističke vlasti su namjeravale što više Nijemaca protjerati iz zemlje. Transporti sa slavonskim i bosansko-posavskim Folksdojčerima iz Radnog logora Josipovac i Radnog logora Valpovo, a i drugih logora, upućivani su od početka srpnja 1945. iz Osijeka preko Slavonskog Broda, Zagreba te Ljubljane. U prepunim stočnim vagonima, bez dovoljno hrane i vode, iscrpljena većina pobolijeva, a neki višednevno putovanje nisu preživjeli. Iz logora Josipovac 8. srpnja 1945. godine upućen je željeznički transport s oko 3.000 logoraša, od kojih nitko nije znao odredište. Nakon dugoga iscrpljujućeg puta, logoraši su dva dana bili zatvoreni u prepunim stočnim vagonima u Leibnitzu u Austriji, a zatim ih je oružana pratnja istjerala i jednostavno ostavila. Dva dana kasnije, 10. srpnja 1945. godine, Radni logor Josipovac raspušten je, a manji broj logoraša koji je preostao prebačen je u obližnji Radni logor Valpovo.